# آتش گرفتن: چگونه آشپزی ما را انسان کرد
آتش گرفتن: چگونه آشپزی ما را انسان کرد (انگلیسی: Catching Fire: How Cooking Made Us Human)، کتابی است در سال ۲۰۰۹ توسط نخستی‌شناس ریچارد رانگهام که توسط Profile Books در انگلستان و Basic Books در ایالات متحده منتشر شده است. این فرضیه استدلال می‌کند که پختن غذا یک عنصر اساسی در تکامل فیزیولوژیکی انسان است. ریچارد رانگهام در فهرست نهایی جایزه ادبی ساموئل جانسون ۲۰۱۰ قرار گرفت.